# Cryptozetes usnea
Cryptozetes usnea is een mijtensoort uit de familie van de Oribatulidae. De wetenschappelijke naam van de soort is voor het eerst geldig gepubliceerd in 1987 door Norton & Palacios-Vargas.